# Luis Vila
Luis Alfredo Vila (n. Tornquist, Buenos Aires, Argentina; 6 de marzo de 1992) es un futbolista argentino que se desempeña como delantero en Olimpo de Bahía Blanca del Torneo Federal A.

## Trayectoria
Vila se formó en las categorías inferiores del Automoto Club Deportivo Tornquist y River Plate, donde consiguió la Copa Libertadores Sub-20 de 2012. Esa misma temporada debutó con el primer equipo en la Copa Argentina, contra C.At. San Lorenzo de Almagro, dando una asistencia de gol. En la siguiente ronda el jugador argentino vio como Sebastian Saja, portero de Racing Club, le detuvo un penalti, quedando eliminados de la competición.
En junio de 2013 River Plate decidió su cesión hasta final de año al Everton de Viña del Mar (Primera División de Chile), volviendo a ser cedido a su vuelta al C.D. Olmedo (Serie A de Ecuador) durante el 2014. Al regresar de Ecuador, Vila abandonó a los Millonarios.
Tras su salida de River Plate comenzó un periplo por diferentes equipos de la Primera División de Argentina en Godoy Cruz (2015), Gimnasia y Esgrima (Jujuy) (2016-2017) y Club Olimpo (2017).
En verano de 2018 Vila da el salto al fútbol europeo de la mano del N.K. Istra 1961 (Prva HNL), equipo croata propiedad del Deportivo Alavés (1ª División).
En el 2019 es fichado por el Delfín Sporting Club de Ecuador.

## Clubes
| Equipo                     | País      | Año         |
| -------------------------- | --------- | ----------- |
| River Plate                | Argentina | 2012 - 2013 |
| Everton de Viña del Mar    | Chile     | 2013        |
| C. D. Olmedo               | Ecuador   | 2014        |
| Godoy Cruz                 | Argentina | 2015        |
| Gimnasia y Esgrima (Jujuy) | Argentina | 2016 - 2017 |
| Club Olimpo                | Argentina | 2017 - 2018 |
| N.K. Istra 1961            | Croacia   | 2018        |
| Delfín Sporting Club       | Ecuador   | 2019        |
| Guayaquil City Fútbol Club | Ecuador   | 2019        |
| Club Almagro               | Argentina | 2020        |
| Santamarina                | Argentina | 2021        |
| Club Olimpo                | Argentina | 2022 - 2024 |
| Civitanovese               | Italia    | 2025        |
| CDT Real Oruro             | Bolivia   | 2025-       |

## Palmarés

### Campeonatos nacionales
| Título  | Equipo | País    | Año  |
| ------- | ------ | ------- | ---- |
| Serie A | Delfín | Ecuador | 2019 |

### Campeonatos internacionales
| Título                   | Equipo      | Sede | Año  |
| ------------------------ | ----------- | ---- | ---- |
| Copa Libertadores Sub-20 | River Plate | Perú | 2012 |